# Daniil Medvedev
Daniil Sergejevitj Medvedev (ryska: Дании́л Серге́евич Медве́дев), född 11 februari 1996, är en rysk tennisspelare. Han har som högst varit rankad nummer 1 på ATP-rankningen, vilket han nådde den 28 februari 2022.
Medvedev hade sitt genombrott under 2019 då han nådde finalen i sex raka turneringar, bland annat US Open samt tre Masters 1000-turneringar. I US Open förlorade han finalen mot Rafael Nadal i ett möte som gick till fem set.
Medvedevs första Grand Slam-titel kom i US Open 2021 där han besegrade Novak Đoković i finalen med siffrorna 6–4, 6–4, 6–4. Han nådde finalen i Australiska öppna 2022 där han förlorade mot Rafael Nadal.